# Gonguê

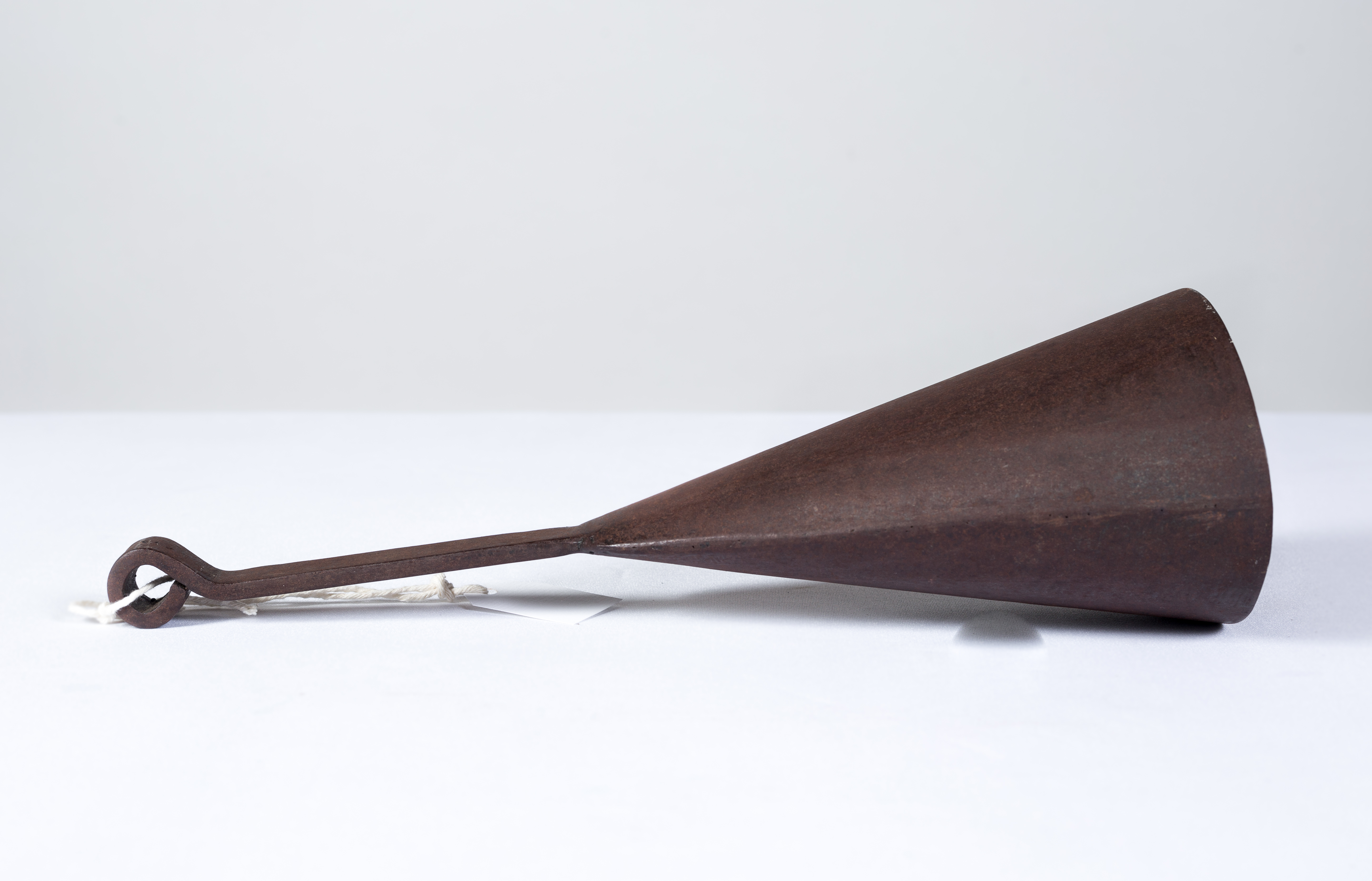
Gonguê, na coleção do Museu da Abolição

Gonguê é um tipo de instrumento musical afro-brasileiro. Caracteriza-se por ser espécie de sino com a boca achatada em metal, mede de 20 a 30 cm, que é percutida com um pedaço de ferro, presente na percussão dos maracatus pernambucanos.[carece de fontes?]
É semelhante ao agogô.